# Mary Stävin
Mary Ann-Catrin Stävin (Örebro, 20 augustus 1957) is een Zweeds actrice en de winnares van de Miss World-verkiezing 1977. Ze maakte in 1983 haar acteerdebuut als Octopussymeisje in de James Bondfilm Octopussy. Sindsdien had ze meer dan tien andere filmrollen, waaronder die van Kimberley Jones in nog een Bondfilm, A View to a Kill
Behalve in films speelde Stävin verschillende rolletjes in televisieseries. Zo was ze in 1987 in twee afleveringen van The Days and Nights of Molly Dodd te zien als Kirsten Haaken en in 1990 in twee afleveringen van Twin Peaks als Heba.
Stävin is getrouwd met de Britse zakenman Nicholas Wilcockson, met wie ze dochter Liliana Rose kreeg.

## Filmografie
- The Story of Bob (2005)
- The Devil Takes a Holiday (1996)
- Desire (1993)
- Howling V: The Rebirth (1989)
- Nato per combattere (1989, aka Born to Fight)
- Trappola diabolica (1988, aka Strike Commando 2)
- Caddyshack II (1988)
- Top Line (1988)
- Qualcuno pagherà? (1987, aka Uppercut Man)
- Open House (1987)
- House (1986)
- A View to a Kill (1985)
- Arthur the King (1985, televisiefilm)
- Octopussy (1983)

- Biblioteca Nacional de España: XX5326308
- International Standard Name Identifier: 0000 0004 1886 6849
- Virtual International Authority File: 305306617
- WorldCat: E39PBJgCGXJpX67VGmcHWHQg8C